# Ternscher See

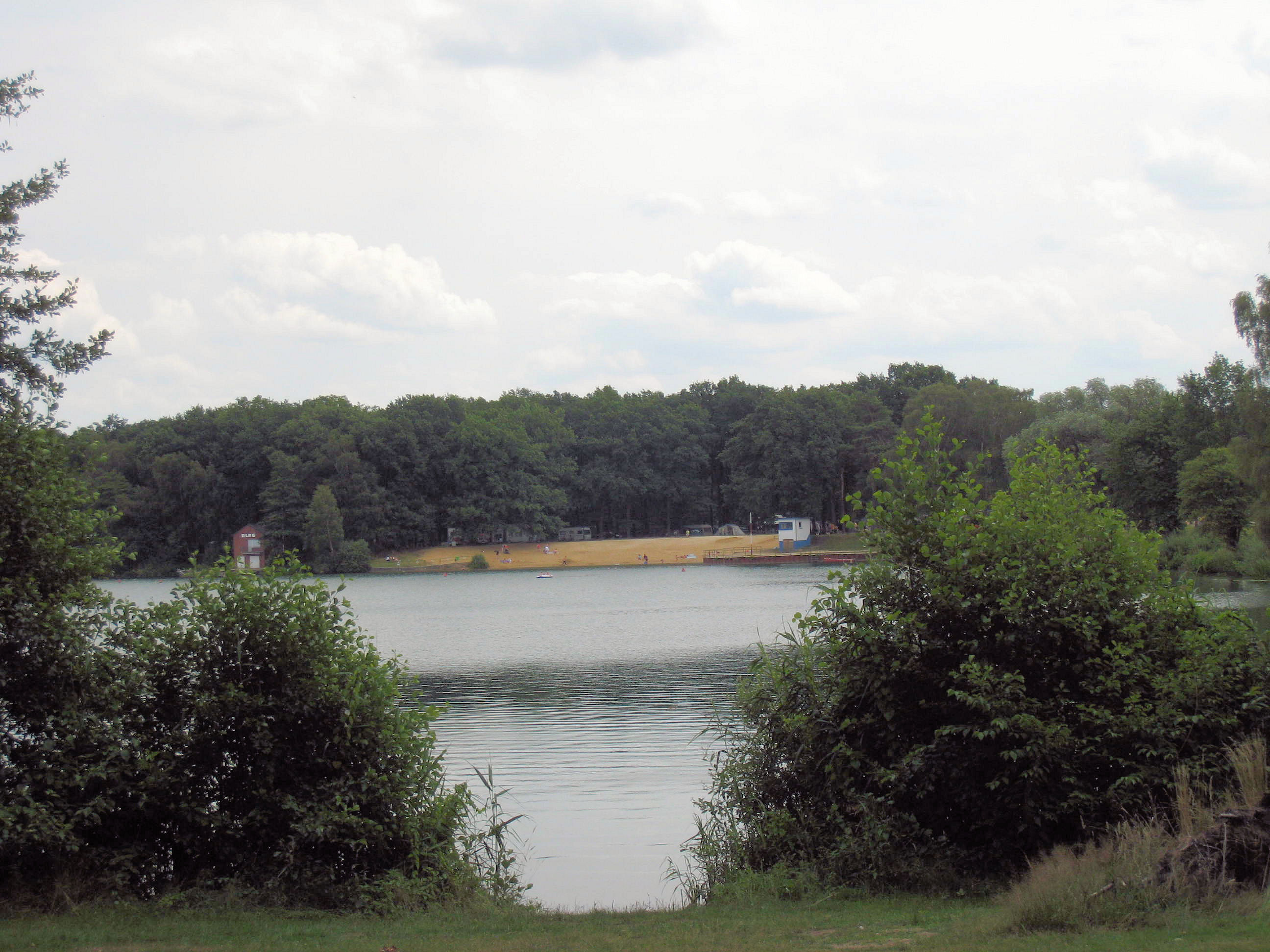
Strandbad am Ternscher See

Der Ternscher See ist ein 15 Hektar großer See in der Bauerschaft Ternsche, Stadt Selm (Kreis Unna, Nordrhein-Westfalen). Er ist ein künstlicher See, der 1934/35 bei der Lehmgewinnung für den Ausbau des nahen Dortmund-Ems-Kanals dadurch entstand, dass unbeabsichtigt eine grundwasserführende Schicht angestochen wurde, so dass die Grube sich mit Grundwasser füllte.
Der See hat eine maximale Länge von ca. 600 m und eine maximale Breite von ca. 380 m. Er wird von mehreren im See liegenden Quellen  gespeist. An seinem Südufer befinden sich ein Strandbad und ein Campingplatz. Die Grundstücke an den anderen Ufern sind vielfach mit Wohngebäuden bebaut. 
Der Abfluss des Ternscher Sees ist die Ternsche, ein Zufluss der Stever, die ihrerseits in die Lippe mündet.
1938 wurden bei Grabungen unter anderem Mammutstoßzähne, Rhinozerosschädel und Rentierknochen gefunden.